# Brigada Democrática do Norte
A Brigada Democrática do Norte (BDN) (em árabe: لواء الشمال الديمقراطي‎, Liwa al-Shamal al-Democrati) é uma unidade do Exército Livre Sírio (ELS), liderada por Alexander Khalil., que está em aliança com as forças curdas das YPG e YPJ na zona de Afrin desde 2014. A Brigada também viria ser uma das fundadores das Forças Democráticas Sírias (FDS), um grupo que une diversas forças curdas e rebeldes sírios. Os membros iniciais da BDN eram da província de Idlib, e tem recrutado árabes de Idlib, Alepo, e outras cidades no norte da Síria desde da sua aliança com YPG

## História

### Formação e aliança com as forças curdas
A unidade foi formada na província de Idlib em 2013, e originalmente denominava-se como Brigada al-Qa'qa', parte do Exército Livre Sírio baseado em Jabal Zawiya, província de Idlib. Durante o ano de 2014, juntou-se inicialmente Liwa Ahrar Souriya, para depois mudar-se para a Frente Revolucionária Síria (FRS).. Quando a FRS se aproximou de grupos islamistas radicais, a Brigada foi expulsa da FRS, o que levou à unidade a juntar-se à Frente de Salvação Síria em Maio de 2014. Quando o Conflito Jabhat al-Nusra - Frente Revolucionária Síria eclodiu, a Brigada al-Qa'qa', então afiliada à Frente de Salvação Síria, foi expulsa da província de Idlib pela Frente Al-Nusra, Jund al-Aqsa e Ahrar al-Sham, tendo-se retirada para o cantão de Afrin, controlada pelas milícias curdas da YPG
Em Novembro de 2015, a Brigada al-Qa'qa' foi um dos vários grupos afiliados ao ELS das províncias de Idlib e Alepo que oficialmente se juntaram às recém-formadas Forças Democráticas Sírias, também se integrando no Exército dos Revolucionários... Pouco depois da sua junção às FDS e ao Exército dos Revolucionários, Al-Nusra e Ahrar al-Sham acusaram o grupo de apostasia e lançaram um ataque contra posições das FDS no norte de Alepo Apesar disto, a BDN mandou algum dos combatentes para os cantões de Kobani e Jazira para a luta contra o Estado Islâmico (EI), por exemplo tomando parte na ofensiva para a captura de Al-Hawl. Em Janeiro de 2016, um dos líderes da Brigada, conhecido como Abu Omar al-Idlibi, foi apontado como o líder militar do Exército dos Revolucionários. Apesar disto, a Brigada viria a deixar o Exército dos Revolucionários em Fevereiro de 2016, adoptando o seu nome actual de "Brigada Democrática do Norte" e tornando-se um grupo independente dentro das FDS

### Participação em combates contra forças turcas e islamistas

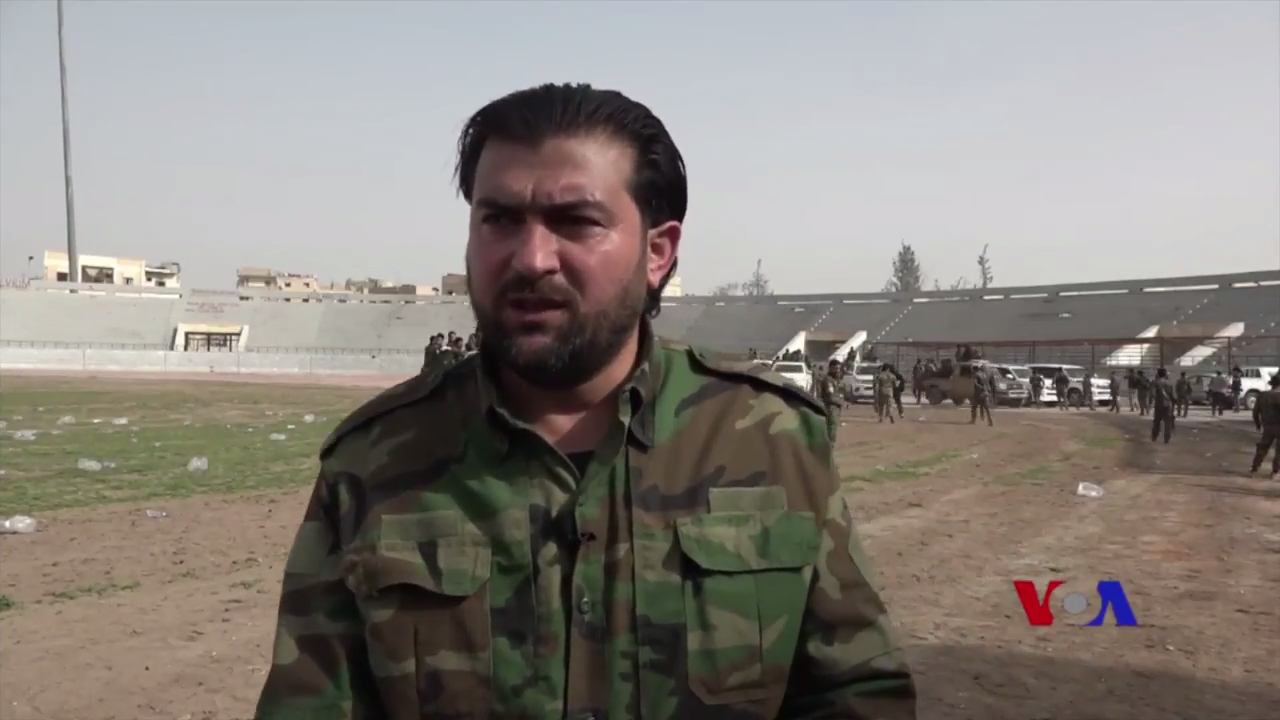
Absi Taha, conhecido pelo seu nome de guerra "Abu Omar al-Idlibi", comandante da Brigada Democrática do Norte

Em Agosto de 2016, a BDN e outros grupos do ELS integrantes nas FDS condenaram a intervenção militar turca na Síria e a coligação internacional pelo seu apoio, acusando as forças rebeldes pró-turcas de cometerem "massacres" em localidades nos arredores de Jarablus, e anunciaram o seu apoio ao Conselho Militar de Jarablus formado pelas FDS. Pouco depois, a brigada participou na ofensiva na zona ocidental de Al-Bab contra o Estado Islâmico, capturando várias localidades aos jihadista. Em Outubro de 2016, a BDN participou numa ofensiva na mesma zona, desta vez contras as forças rebeldes pró-Turquia, capturando Tal Malid. Durante a Batalha de Al-Bab, a brigada voltou a combater forças pró-turcas.
Na fase final da Batalha de Alepo em Dezembro de 2016, a Brigada Democrática chamou grupos do ELS cercados para se juntarem às FDS, afirmando uma unidade local já o tinha feito. Desde de Junho de 2017, a BDN participou na campanha das FDS sobre Raqqa contra o EI. Unidades foram colocadas em Taqba, enquanto outras participaram na Batalha de Raqqa.
Em 2 de Julho, o comandante militar da BDN declarou a brigada como pronta para "libertar todo o território sírio sob ocupação turca" e pediu aos grupos das forças pró-turcas para desertarem e juntarem-se às FDS. Esta declaração foi uma resposta aos alegados planos turcos de invasão sob Afrin e Shahba. Estas afirmações foram repetidas quatro dias mais tarde numa declaração conjunta de grupos árabes membros das FDS contra a Turquia. Após a Intervenção militar turca em Idlib contra Tahrir al-Sham e as forças curdas do YPG/YPJ, a Brigada denunciou a intervenção como tentativa dos "otomanos" em cercarem Alepo e Afrin. Em resposta, o grupo anunciou a sua intenção de formar um Conselho Militar de Idlib com outros grupos do ELS para combater as forças turcas e os jihadistas em Idlib. Em Dezembro de 2017, um comandante da BDN acusou a Turquia de enviar ex-combatentes do EI para a província de Idlib como forma de expandir a sua influência na província.
Quando a Turquia começou a preparar a sua invasão de Afrin, um comandante da brigada declarou que os seus homens estavam "prontos e preparados para responderem a qualquer fonte de fogo."; a BDN viria a participar nos combates contras as forças turcas na região de Afrin no final de Janeiro de 2018. Em 6 de Março de 2018, o contingente da BDN destacado no leste da Síria, sediado em Raqqa, anunciou que se ia transferir para Afrin para combater os turcos e os seus rebeldes. Em Setembro de 2018, 25 membros da Brigada completaram o seu treino e formaram o primeiro comando de forças especiais do grupo.